# Eugenio Oneguin (ópera)
Eugenio Oneguin (título original en ruso, Евгений Онегин, Yevgueni Oneguin, Op. 24) es una ópera en tres actos (7 escenas) con música de Piotr Ilich Chaikovski y libreto en ruso de Konstantín Shilovski y Modest Chaikovski, hermano del compositor, basado en la novela homónima en verso de Aleksandr Pushkin, publicada en 1831.
El libreto sigue muy estrechamente el original de Pushkin, conservando gran parte de su poesía, a la que Chaikovski añade música de naturaleza dramática. La historia se refiere a un héroe egoísta que vive lo suficiente como para lamentar su displicente rechazo al amor de una joven, y su descuidada incitación a un duelo fatal con su mejor amigo.  
Chaikovski estrenó la ópera en una función para el Conservatorio de Moscú, a cargo de un grupo de estudiantes, el 29 de marzo de 1879.

## Historia

### Composición

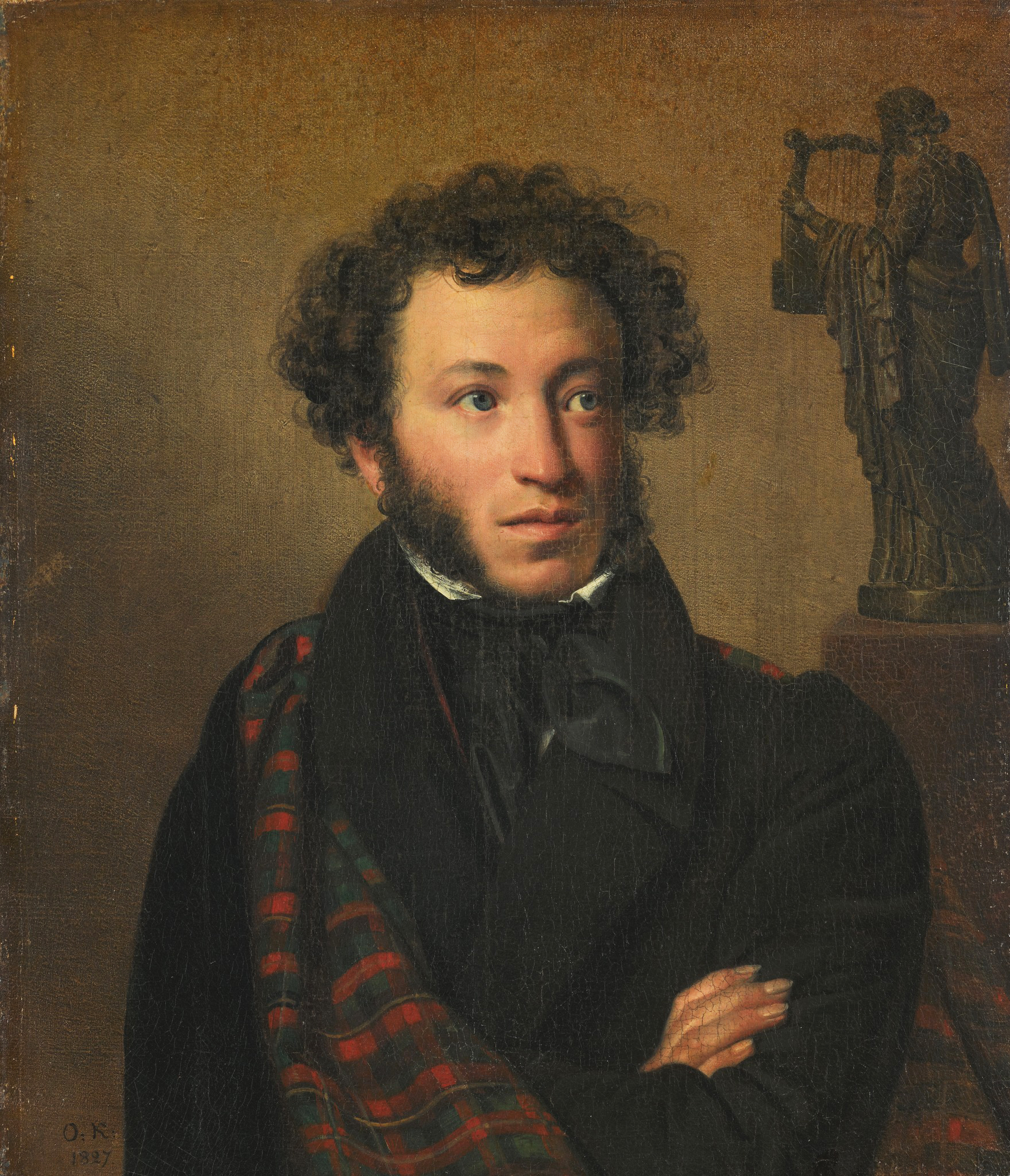
Aleksandr Pushkin retratado por Orest Kiprenski

En mayo de 1877, la cantante de ópera Yelizaveta Lavróvskaya habló a Chaikovski sobre la posibilidad de crear una ópera basada en la trama de la novela en verso de Pushkin Eugenio Oneguin. Al principio la idea parecía extrañísima al compositor, según sus memorias; sin embargo, pronto fue interesándose más sobre la sugerencia y creó los escenarios en una noche antes de empezar la composición de la música. 
Chaikovski usó los versos originales de la novela de Pushkin y eligió escenas que implicaban el mundo emocional y la fortuna de los héroes, llamando a la ópera "escenas líricas."  La ópera es episódica; no hay una historia continuada, sólo momentos seleccionados de la vida de Oneguin. Puesto que la historia original era bien conocida, Chaikovski sabía que su público podría fácilmente completar los detalles omitidos. Un tratamiento similar se encuentra en La bohème de Puccini. El compositor había acabado la ópera para el mes de enero de 1878.

### Representaciones
Chaikovski se preocupó por si el público aceptaría esta ópera, que carecía de los tradicionales cambios de escena. Creía que su representación exigía máxima simplicidad y sinceridad. Con esto en mente, confió la primera producción a los estudiantes del conservatorio de Moscú. El estreno tuvo lugar el 29 de marzo (17 de marzo en el antiguo estilo) de 1879 en el Teatro Maly de Moscú, dirigida por Nikolái Rubinstein, con escenarios de Karl Valts (Waltz).

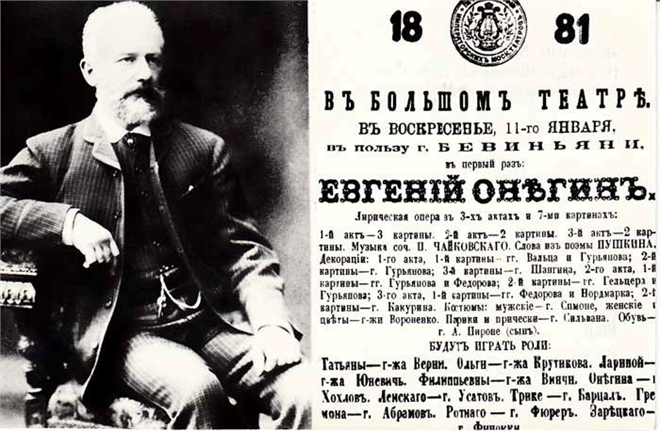
El cartel del estreno de la ópera en el Teatro Bolshói de Moscú el 11 de enero de 1881

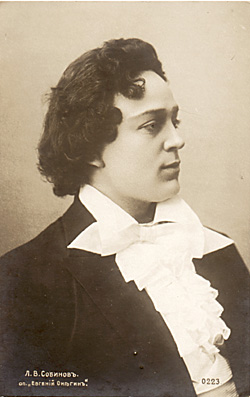
Leonid Sóbinov como Vladímir Lenski

Dos años después se estrenaría en el Teatro Bolshói de Moscú, el 23 de enero (11 de enero, antiguo estilo) de 1881 con el director Enrico Bevignani. La primera representación fuera de Rusia tuvo lugar el 6 de diciembre de 1888 en Praga dirigida por el propio Chaikovski. Se cantó en checo y traducido por Marie Červinková-Riegrová. La primera representación en Hamburgo, el 19 de enero de 1892, fue dirigida por Gustav Mahler, en presencia del compositor. Chaikovski fue aplaudido después de cada escena y tuvo que salir a saludar al final. Atribuyó este éxito a Mahler, a quien describió como "no del tipo normal, sino simplemente un genio ardiendo con un deseo de dirigir".
La primera representación en Inglaterra tuvo lugar el 17 de octubre de 1892 en el Teatro Olympic en Londres con Henry J. Wood dirigiendo. Esta representación se cantó en inglés, según un texto traducido por H. S. Edwards. Viena vio su primer Eugenio Oneguin el 19 de noviembre de 1897, dirigida por Gustav Mahler.
Una versión de concierto se había dado en Carnegie Hall de Nueva York en 1908, en inglés. En América se estrenó en el Teatro Colón (Buenos Aires) en italiano en 1911 con el gran barítono Titta Ruffo. En Estados Unidos se estrenó el 24 de marzo de 1920 en la Metropolitan Opera de Nueva York protagonizada por Giuseppe De Luca, Claudia Muzio y Giovanni Martinelli. La ópera se cantó en italiano.
Desde la década de los 1960-70, accedió al repertorio lírico internacional y actualmente ha superado en popularidad a otras óperas del compositor por sus connotaciones biográficas y modernidad. Eugenio Oneguin aparece en las estadísticas de Operabase como la 18.ª dentro de las cien óperas más representadas en el período 2005-2010, siendo la 1.ª en ruso y la primera, también, de Chaikovski. Actualmente se favorece cantarla en el original ruso, pero fue muy común adaptarla al idioma italiano, francés, alemán e inglés. 
Ha suscitado gran éxito las puestas en escena de Peter Brook, Robert Carsen, Graham Vick, Dmitri Cherniakov. La producción de Borís Pokrovski del Bolshói se mantuvo entre 1944 y 2005. Existen varias grabaciones destacándose las dirigidas por Georg Solti, Mstislav Rostropóvich, Valeri Guérguiev, Daniel Barenboim, James Levine, Seiji Ozawa, Mark Ermler y otros. Entre los más afamados intérpretes de Oneguin, Tatiana y Lenski se destacaron Mattia Batistini, Galina Vishnévskaya, Iván Kozlovski, Serguéi Lémeshev, Sena Jurinac, Mirella Freni, Gabriela Beňačková, Renée Fleming, Nicolai Gedda, Fritz Wunderlich, Thomas Allen, Thomas Stewart, Dietrich Fischer Dieskau, Dmitri Hvorostovsky, Thomas Hampson, Mariusz Kwiecien y otros.

## Personajes
| Personaje | Tesitura     | Estreno de Moscú, 29 de mayo de 1879 (Director: Nikolái Rubinstein) |
| --- | ------------ | ------------------------------------------------------------------- |
| Yevgueni Oneguin (Евгений Онегин), dandi                                                                          | barítono     | Serguéi Guiliov                                                     |
| Tatiana (Татьяна), muchacha acomodada                                                                             | soprano      | Maria Kliméntova                                                    |
| Vladímir Lenski (Владимир Ленский), joven poeta, amigo de Oneguin                                                 | tenor        | Mijaíl Medvédev                                                     |
| Olga (Ольга), hermana de Tatiana                                                                                  | contralto    | Aleksandra Levítskaya                                               |
| Kniaz Gremin (Князь Гремин), noble ruso                                                                           | bajo         | Vasili Majálov                                                      |
| Filíppievna (Филиппьевна), aya de las hijas de Lárina                                                             | mezzosoprano |                                                                     |
| Lárina (Ларина), viuda terrateniente, madre de Tatiana y Olga                                                     | mezzosoprano |                                                                     |
| Triquet, cantante francés                                                                                         | tenor buffo  |                                                                     |
| Comandante de la compañía                                                                                         | bajo         |                                                                     |
| Zaretski (Зарецкий), amigo de Lenski                                                                              | bajo         |                                                                     |
| Guillot, sirviente de Oneguin                                                                                     | papel mudo   |                                                                     |
| Coro, papeles mudos: campesinos, campesinas, invitados al baile, terratenientes y damas de la mansión, oficiales. |              |                                                                     |

## Instrumentación
Fuente: www.tchaikovsky-research.net
- Cuerdas: violines I, violines II, violas, violonchelos, contrabajos, arpa
- Viento: Piccolo, 2 flautas, 2 oboes, 2 clarinetes (La, si bemol), 2 fagotes
- Metal: 4 trompas, 2 trompetas, 3 trombones
- Percusión: timbales

## Argumento
Esta sinopsis de Simon Holledge fue publicada en Opera japonica.
Tiempo: los años 1820
Lugar: En el campo, y en San Petersburgo

### Acto I
Escena 1: El jardín de la finca en el campo de los Larin

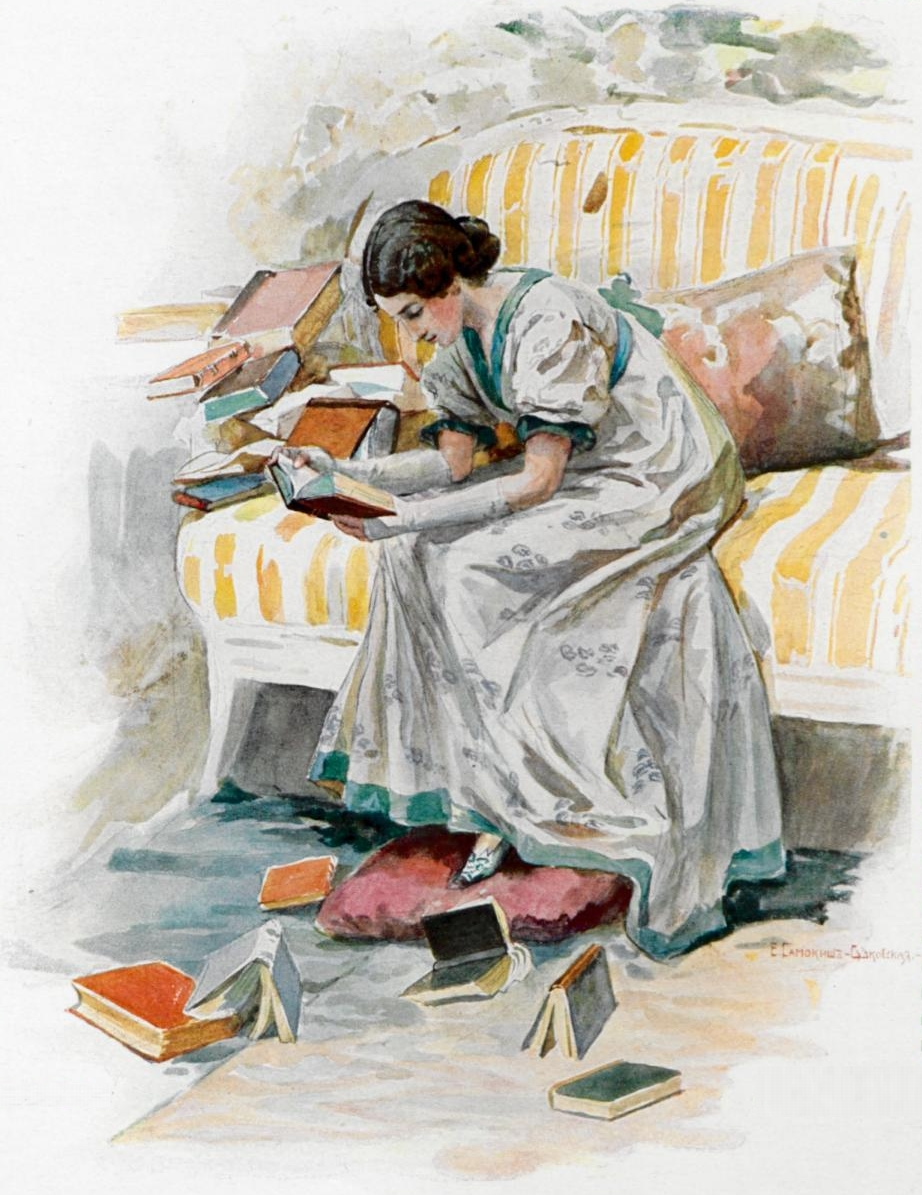
Escena de la carta.

La señora Lárina, una dama rusa, y el aya están sentadas en el exterior: sus dos hijas, Olga la joven y Tatiana la mayor, pueden oírse desde dentro de la casa. Un grupo de campesinos cantan una canción cómica sobre la serenata de la hija de un molinero. Olga es muy risueña mientras que Tatiana es muy melancólica. Tatiana está leyendo una novela romántica y está bastante absorta en ella, pero su madre le dice que la vida real es muy diferente a semejantes historias. Lenski y Oneguin, dos jóvenes, llegan hasta su casa. Lenski, un joven poeta de 18 años, está prometido a Olga, mientras que Oneguin, de 26 años, es un joven elegante y vividor, aunque agradable. Lenski presenta a Oneguin a la familia Larin. Oneguin al principio queda sorprendido de que Lenski haya elegido a la extrovertida Olga más que a su romántica hermana mayor. Tatiana, por su parte, se enamora de Oneguin inmediatamente.
Escena 2: Habitación de Tatiana
Tatiana confiesa a su aya que está enamorada. A solas en su habitación, decide escribir esa misma noche una carta declarándole su pasión, al darse cuenta de que está fatal e irreversiblemente atraída por él (la célebre "escena de la carta"). Cuando la anciana regresa, Tatiana le pide que envíen la carta a Oneguin.
Escena 3: Otra parte de la finca
Oneguin llega y ve a Tatiana y le da su respuesta a la carta. Explica, no cruelmente, que él no es un hombre que ame fácilmente y que no es adecuado al matrimonio. Tatiana queda decepcionada e incapaz de responder.

### Acto II
Escena 1: El salón de baile en la casa de los Larin

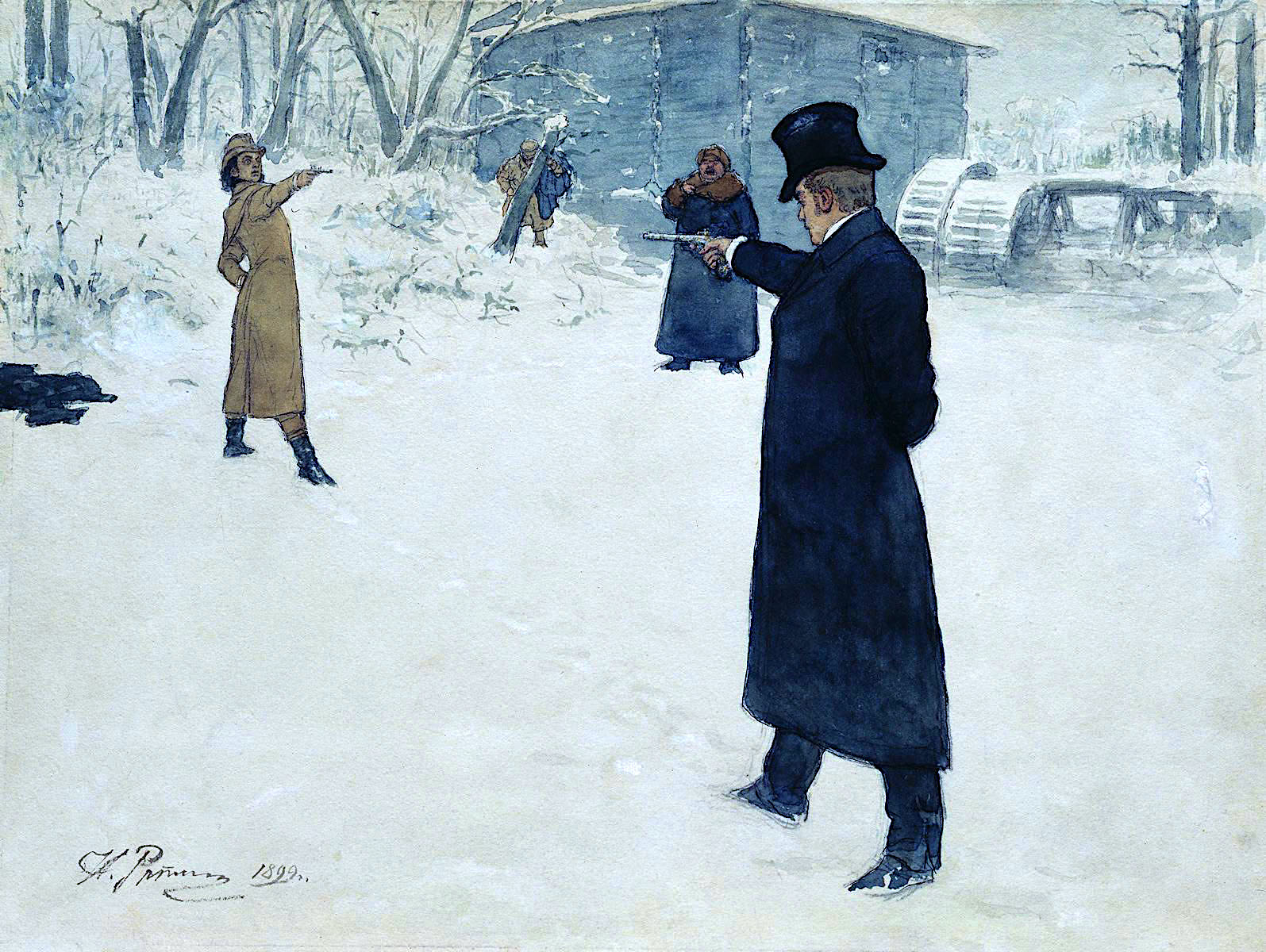
El duelo.

Durante los festejos del cumpleaños de Tatiana, Oneguin está irritado con los campesinos que cotillean sobre él y Tatiana, y con Lenski por haberlo convencido de venir. Decide vengarse bailando y cortejando a Olga, su hermana, a la vista de todo el mundo. Lenski está celoso. Olga es insensible a su prometido y aparentemente se siente atraída por Oneguin. Hay una discusión, mientras un vecino francés llamado señor Triquet canta algunos pareados en honor de Tatiana, después de lo cual la pelea se hace más intensa. Lenski renuncia a su amistad con Oneguin delante de todos los invitados, y le reta a un duelo, que el otro se ve obligado, con muchas dudas, a aceptar.
Escena 2: A las orillas boscosas de un río, primera hora de la mañana
Lenski está esperando a Oneguin, y canta sobre su inseguro destino y su amor por Olga. Llega Oneguin. Ambos son reacios a seguir adelante con el duelo, pero carecen de la capacidad para detenerlo. Oneguin dispara contra Lenski y lo mata.

### Acto III
Escena 1: En un baile en la casa de un rico noble en San Petersburgo
Han pasado varios años. Oneguin reflexiona sobre la vacuidad de su vida y su remordimiento por la muerte de Lenski. Entra el príncipe Gremin con su esposa, que no es otra que Tatiana, convertida en una gran dama de sociedad, una belleza aristocrática. Gremin canta de su gran felicidad con Tatiana, y los presenta. En este momento, Oneguin queda profundamente impresionado por Tatiana, siente que en realidad siempre estuvo enamorado de Tatiana, y quiere que ella le corresponda. 
Escena 2: Sala de recibir en la casa del príncipe Gremin
Tatiana ha recibido una carta de Oneguin. Oneguin entra y le ruega que lo ame, que se apiade de él. Tatiana se pregunta por qué se siente él ahora atraído por ella. ¿Es debido a su posición social? Oneguin es firme al decir que su pasión es real y absoluta. Sin embargo, Tatiana le rechaza porque está ahora casada, aunque le confiesa que todavía lo ama. A pesar de su infelicidad sobre su matrimonio y la falta de pasión por su marido, ella le será fiel. Oneguin le ruega, pero al final ella se marcha. Se separan para siempre y Oneguin se enfrenta a su amargo y solitario destino.

## Principales arias y números
Las partes más conocidas de la ópera pertenecen al protagonista Oneguin, al tenor (Lenski) y a la soprano (Tatiana) e incluyen el aria y escena de la carta de la joven Tatiana, la reflexión de Lenski antes del duelo y el aria del príncipe Gremin sobre Tatiana. La música también incluye la conocida polonesa de ballet del último acto.
Acto 1

Aria: "Ah, Tania, Tania" (Olga)
Aria: Aria de la carta "Déjame morir, pero antes..." , Сцена письма: «Пускай погибну я, но прежде…» (Tatiana)
Aria: "Si yo fuera el hombre que el destino pretendía" (Oneguin)
Acto 2

Danza: Vals
Aria de Lenski: «Kudá, kudá vy udalilis» («¿Adónde os habéis ido, dorados días de mi primavera?»)
Acto 3

Danza: Polonesa
Aria: "El amor conquista todas las edades" «Любви все возрасты покорны»  (Gremin)
Escena: Final (Oneguin, Tatiana)

## Estructura
Fuente: www.tchaikovsky-research.net
| Introducción Acto 1 N.º 1 — Dúo y cuarteto N.º 2 — Coro y danza de campesinos N.º 3 — Escena y arioso de Olga N.º 4 — Escena N.º 5 — Escena & cuarteto N.º 6 — Escena N.º 6a – Arioso de Lenski N.º 7 — Escena de cierre N.º 8 — Introducción & Escena con el aya N.º 9 — Escena de la carta N.º 10 – Escena & dúo N.º 11 – Coro de doncellas N.º 12 – Escena N.º 12a – Aria de Oneguin | Acto 2 N.º 13 – Entreacto & vals N.º 14 – Escena & pareados de Triquet N.º 15 – Mazurka & escena N.º 16 – Final N.º 17 – Escena N.º 17a – Aria de Lenski N.º 18 – Escena de duelo Acto 3 N.º 19 – Polonesa N.º 20 – Escena & escocesa N.º 20a – Aria del príncipe Gremin N.º 21 – Escena N.º 21a – Arioso de Oneguin N.º 22 – Escena de cierre |

## Grabaciones
Fuente: http://www.operadis-opera-discography.org.uk/
- Vasili Nebolsín (director) / Panteleimón Nortsov (Oneguin), Serguéi Lémeshev (Lenski), Lavira Zhukóvskaya (Tatiana), Bronislava Zlatogórova (Olga), Maria Botiénina (Lárina), Konkordiya Antárova (Filípievna), Aleksandr Pirogov (Gremin), I. Kovalenko (Triquet). Coro y orquesta del Teatro Bolshói, 1936.
- Aleksandr Orlov / Andréi Ivanov (Oneguin), Iván Kozlovski (Lenski), Yelena Krúglikova (Tatiana), Maria Maksákova (Olga), B. Ambórskaya (Lárina), Faína Petrova (Filípievna), Mark Reyzen (Gremin), I. Kovalenko (Triquet). Coro y orquesta del Teatro Bolshói. 1948
- Borís Jaikin / Yevgueni Belov (Oneguin), Serguéi Lémeshev (Lenski), Galina Vishnévskaya (Tatiana), Larisa Avdéyeva (Olga), Valentina Petrova (Lárina), Yevgueniya Verbítskaya (Filípievna), Iván Petrov (Gremin), Andréi Sokolov (Triquet), Ígor Mijáilov (Zaretski). Coro y orquesta del Teatro Bolshói, 1956.
- Mstislav Rostropóvich / Yuri Mazurok, Galina Vishnévskaya, Vladímir Atlántov, Teatro Bolshói 1974
- Emil Tchakarov / Yuri Mazurok, Anna Tomowa SIntow, Nicolai Gedda, Nicola Ghiuselev, Sofia Festival Orchestra, 1980
- James Levine / Thomas Allen, Mirella Freni, Neil Shicoff, Anne Sofie von Otter, Paata Burchuladze, Dresden Staastkapelle, 1987
- Semión Bychkov / Aleksandr Anísimov,  Nuccia Focile, Dmitri Hvorostovsky, Neil Shicoff, Sarah Walker, Serguéi Zadvorny, Irina Arjípova, Olga Borodiná, Orquesta de París, 1992
- Mark Ermler / María Gavrílova,  Vladímir Redkin,  Nikolái Baskov,  Aik Martirosyán, Teatro Bolshói, 2002
- Valeri Gergiev / Dmitri Hvorostovsky (Oneguin), Ramón Vargas (Lenski), Renée Fleming (Tatiana), Elena Zaremba (Olga), Svetlana Vólkova (Lárina), Larisa Shevchenko (Filípievna), Serguéi Aleksashkin (Gremin), Jean-Paul Fouchecourt (Triquet), Richard Bernstein (Zaretski), Keith Miller (Un capitán)  (grabación en DVD). Coro y orquesta del Metropolitan Opera. 2007.
- Daniel Barenboim - Peter Mattei, Anna Samuil, Joseph Kaiser - Andrea Breth, Festival de Salzburgo 2006, DVD
- Robin Ticciati - Simon Keenlyside, Krassimira Stoyanova, Pavol Breslik, Peter Rose, coro y orquesta de la ROH Covent Garden, Londres - dirección escénica Kasper Holten (2012)
- Valeri Gergiev - Mariuzs Kwiecien, Anna Netrebko, Piotr Beczala, Larissa Diadkova, coro y orquesta del Metropolitan Opera - dirección escena, Deborah Warner-FIona Shaw (2013)

en inglés
- 1992 Sir Charles Mackerras, Orchestra and Chorus of Welsh National Opera, Thomas Hampson (Onegin), Neil Rosenshein (Lenski), Dame Kiri Te Kanawa (Tatiana), Patricia Bardon (Olga), Linda Finnie (Lárina), Elizabeth Bainbridge (Filípievna), John Connell (Gremin), Nicolai Gedda (Triquet), Richard Van Allan (Zaretski)

## Alusiones
El aria del príncipe Gremin "El amor conquista todas las edades", «Любви все возрасты покорны» -- (Acto III, Escena I) es parcialmente tarareada por los personajes de Vershinin y Masha en la obra de Antón Chéjov Las tres hermanas.

## Versiones filmadas
- En 1958, Lenfilm (URSS) produjo una famosa película "Eugenio Oneguin". La película fue dirigida por Román Tijomírov y fue protagonizada por Vadim Medvédev como Oneguin, Ariadna Shengueláya como Tatiana (cantada por Galina Vishnévskaya) e Ígor Ózerov como Lenski. Las principales partes de solista fueron interpretadas por destacados cantantes de ópera del Teatro Bolshói. La película fue bien recibida por los críticos y el público.

- En 1988, Decca/Channel 4 (Reino Unido) produjo una adaptación al cine de la ópera, dirigida por Petr Weigl. Se utilizó como banda sonora la versión dirigida por Georg Solti, mientras que el elenco incluyó a Michal Docolomanský como Oneguin y Magdaléna Vášáryová como Tatiana, cantados por Stuart Burrows y Teresa Kubiak.